# Astragalus emarginatus
Astragalus emarginatus es una especie de planta del género Astragalus, de la familia de las leguminosas, orden Fabales.

## Distribución
Astragalus emarginatus se distribuye por Iraq, Líbano y Siria.

## Taxonomía
Fue descrita científicamente por Labill. Fue publicado en Decas Prima 1: 19 (1791).
Sinonimia
- Astragalus emarginata (Labill.) Kuntze
Astragalus berytia (Bunge) Kuntze
Astragalus emarginatus brevilabris Eig
Astragalus berytius Bunge
Astragalus barukanus Eig